# Emili Boix Pagès
Emili Boix Pagès (Barcelona, el Barcelonès, 1908 - Caracas, Veneçuela, 1976), més conegut com a Emili Boix, va ser un dibuixant de còmics català. Va començar a dibuixar de molt jove, concretament a l'edat de 13 anys . Va aconseguir un gran èxit durant la dècada dels anys quaranta del segle xx amb la sèrie "Hipo, Monito y Fifí", protagonitzada per animals antropomòrfics, seguint la tradició de la fauna humanitzada de Pat Sullivan (autor de Fèlix el gat) o de Walt Disney. Emili Boix va ser un dels dibuixants més importants en els inicis del còmic a Catalunya i Espanya.

## Biografia
Emili Boix Pagès va néixer a Barcelona, el Barcelonès, el dia 11 de juny de 1908. Durant la dècada dels anys vint, tant els editors catalans com els espanyols calcaven els còmics britànics per estalviar-se els drets d'autor. Va ser calcant aquests còmics com Emili Boix es va familiaritzar amb el dibuix i el va influir en el seu posterior estil.

### Inicis
Quan tenia 13 anys, el 1921, es va posar a treballar d'ajudant del dibuixant Juan Martínez Buendía, més conegut amb el pseudònim de Tínez. Ja amb el seu propi estil de dibuix humorístic, va començar a dibuixar i publicar la seva obra a revistes com Rin tin tin o Periquito, totes dues editades per l'editorial Marco. També va treballar per l'editorial El Gato Negro (a revistes com Bombín i ¡Ja Ja!), per qui també va crear sèries i va dissenyar capçaleres fixes.

### Guerra Civil
L'esclat de la Guerra Civil Espanyola no va aturar les seves col·laboracions amb les esmentades revistes. L'any 1937 va dibuixar les portades dels almanacs de la revista ¡Ja Ja!, on apareixien els personatges de cinema Laurel i Hardy (també coneguts popularment com "El Prim i El Gras") incorporats a l'Exèrcit Popular de la República. A la portada de l'almanac Pionero s'hi poden veure un grup de nens que simulen l'afusellament d'un altre "per feixista".

### Postguerra
El 1939, un cop acabada la Guerra Civil, continuà treballant per diversos editors. Per a l'editorial Marco, va crear dues sèries a preus molt econòmics, la "Biblioteca Acrobática Infantil" i la "Biblioteca Especial para Niños". És en aquesta última col·lecció on neix la sèrie "Hipo, Monito y Fifí".
A la revista Gran Chicos i a Chicos, continuant la línia dels personatges basats en animals antropomorfs, crea "Espeluznantes Aventuras de la Agencia I.D.I.O.T.A." i el conte narrat amb cromos col·leccionables "La ratita zalamera que barría la escalera".
Emili Boix no només va conrear el dibuix humorístic, sinó que també es va dedicar al dibuix realista. Va arribar a substituir Ambrós en diversos episodis de la sèrie El Jinete Fantasma, i també va dibuixar altres serials d'aventures i fulletons.

### Emigració
L'any 1955 va emigrar a la ciutat veneçolana de Caracas, on es va instal·lar, i va crear l'estudi Dibujo Boix, que es dedicava a la publicitat i a les arts gràfiques en general. Hi treballaven set dibuixants sota la direcció de la seva filla, Maria Rosa, i també hi col·laboraven altres autors freelance.
Emili Boix va morir a Caracas el 9 d'abril de 1976 d'una hemorràgia, conseqüència d'una operació quirúrgica.

## Obra

### Nom de ploma
Boix va usar diferents noms per signar les seves obres: E.Boix, E, Bx, Ebo, Pito o Boix.

### Personatges principals
- Hipo, Monito i Fifí: Hipo és un hipopòtam, i Monito i Fifí, una parella de micos. Aquests personatges, seguint la tradició de les faules, conviuen amb altres animals que parlen, vesteixen i es comporten com humans.
- Microstato Mochales

### Publicacions
Publicacions on s'ha publicat la seva obra:
| Títol                                                                              | Anys      | Guionista       | Editorial        | Format                   | Als Números | Notes                                                            |
| ---------------------------------------------------------------------------------- | --------- | --------------- | ---------------- | ------------------------ | --- | ---------------------------------------------------------------- |
| Alegria                                                                            | 1925-1934 | Diversos        | Magdalena Rosell | Quadern vertical         | 157 | Gèneres: Humor, fantàstic i contes. Números editats: 464         |
| Boy                                                                                | 1933 ?    | Diversos        | El Gato Negro    | Quadern vertical, plegat | 1-3, 13, 15, 16, 24, 35, 40, 43-51, 54-58, 60-65, 67, 69, 70, 71, 73-83, 86, 87, 89-94, 96, 98, 100-104, 106, 108, 110-114, 116, 117, 119, 120-122 | Gèneres: Humor i western. Números editats: 125                   |
| Cine Cómico                                                                        | 1935      | Diversos        | El Gato Negro    | Quadern vertical, grapat | 1 | Gèneres: Humor i western. Números editats: 1'                    |
| La Alegría Infantil / Cine Infantil / Shirley Temple                               | 1930      | Diversos        | El Gato Negro    | Quadern vertical, grapat | 1 | Gèneres: Humor i fantasia. Números editats: 371 ? + 3 extres     |
| Aventuras y Emociones / Aventuras                                                  | 1930      | Diversos        | El Gato Negro    | Quadern vertical, grapat | 53, 54, 55, 62, 70 | Gèneres: Humor i aventura. Números editats: 70 ? + 1 extres      |
| Calderilla                                                                         | 1937      | Diversos        | El Gato Negro    | Quadern vertical         | 1 | Gèneres: Humor i aventura. Números editats: 42 ?                 |
| Los Bronkos                                                                        | 1930      | Canellas Casals | El Gato Negro    | Quadern vertical, grapat | 1 al 6 | Gèneres: Ciència-ficció i fantasia. Números editats: 6           |
| Colección Gráfica de biblioteca de "La RISA" /Gran coleccion de aventuras graficas | 1940      | Canellas Casals | Editorial Marco  | Quadern vertical, grapat | 53, 54, 55, 62, 70 | Gèneres: Western, fantasia i ciència-ficció. Números editats: 27 |
| Los Vampiros del Aire                                                              | 1940      | Canellas Casals | Editorial Marco  | Quadern, grapat          | 12 | Gèneres: Fantasia i policíac. Números editats: 13                |
| Cuentos Ilustrados                                                                 | 1941      | Canellas Casals | Editorial Marco  | Quadern, grapat          | 13,14,16,17 | Gèneres: Fantasia i romàntic. Números editats: 17 ?              |
| Ediciones la risa Infantil                                                         | 1941      | Canellas Casals | Editorial Marco  | Quadern, plegat          | Del 1 al 8 | Gèneres: Humor i infantil. Números editats: 8 ?                  |
| Biblioteca especial para niños                                                     | 1942      | Canellas Casals | Editorial Marco  | Quadern, grapat          | 1, 7, Ext.9, 40 | Gèneres: Infantil. Números editats: 479 ?                        |
| Colección "Biblioteca Infantil"                                                    | 1942      | Diversos        | Editorial Marco  | Quadern, grapat          | 1, Ext.2, Ext.3, 97 | Gèneres: Infantil i humor. Números editats: 129 ?                |
| Cuento de hadas                                                                    | 1943      | Diversos        | Editorial Marco  | Quadern, grapat          | 5, 8, 13, 14, 23, 27 | Gèneres: Contes, fantasia, romàntic. Números editats: 32         |
| Cine Gráfico                                                                       | 1944      | Diversos        | Editorial Marco  | Quadern, grapat          | 5, 9 | Gèneres: Humor i aventura. Números editats: 12 ?                 |
| Ediciones P.B.T                                                                    | 1945 ?    | Diversos        | Editorial Marco  | Quadern, plegat          | 1 | Gèneres: Humor i infantil. Números editats: 1 ?                  |
| Colección Acrobática Infantil                                                      | 1942      | Diversos        | Editorial Marco  | Quadern, grapat          | (s/n), (s/n), (s/n), Ext.1 | Gèneres: Humor. Números editats: 163 ?                           |
| Colección -rodeando el dibujo de una pipa humeante-                                | 1943      | Emili Boix      | Editorial Marco  | Quadern, grapat          | Ext. 2 | Gèneres: Humor i infantil. Números editats: 125 ?, 2 Extres.     |
| Cholito                                                                            | 1944      | Emili Boix      | Editorial Marco  | Quadern, grapat          | 7, 9, 13, 14 | Gèneres: Humor i aventura. Números editats: 14 ?                 |